# إزالة البكيني
ازالة البكيني هو إزالة شعر العانة باستخدام شمع خاص، والذي يمكن أن يكون بارد أو حار، ويوضع الشمع على شعر العانة ويرفع من الجلد بسرعة، وعادة يستخدم قطعة قماش لأزالته. وهذه الممارسة عادة يقوم بها النساء، واحياناً الرجال.
خط البكيني هي منطقة تقع اعلى الساق وبين الفخذين وينمو بها شعر العانة وعادة لا يغطيها لباس السباحة. في بعض الثقافات يكون شعر العانة غير مرغوب لأسباب دينية أو لتسببه بالاحراج، لذا يزال في بعض الاحيان. وفي بعض الاحيان يزال شعر العانة لأسباب جمالية أو للنظافة أو الموضة ولأسباب أخرى.

## الأنواع
بعض الناس تزيل شعر العانة إما لتناسب مع الاتجاهات الاجتماعية أو ببساطة كتعبير عن أسلوبهم الخاص أو نمط الحياة الخاص بهم، في حين أن آخرين يعترضون على أي نوع أو لا يمارسوه بسبب التكلفة.
وهنالك عدة أنواع لمظهر شعر العانة. وتسمى بأسماء مختلفة. وابرز ثلاث أنواع هي:
- البكيني الكامل أو الطريقة الأوربية وفي هذه الطريقة يزال شعر العانة بالكامل بأستثناء منطقة صغيرة فوق جبل العانة.
- طريقة الشارب وفي هذه الطريقة يزال شعر العانة بأستثناء منطقة مستطيلة فوق المهبل، وتسمى احياناً «شارب هتلر» أو «شارب شابلن».
- طريقة القلب وفي هذه الطريقة يزال شعر العانة بأستثناء منطقة على شكل قلب، واحياناً يصبغ بلون وردي.

«الطبيعي» أو «على الطبيعة» هو شعر العانة الذي لم تتم ازالة أو قصه أو تخفيفة ابداً. «المخفف» وهو شعر العاة الذي تم تخفيفه ولكن لم يزال بالكامل.

### الطريقة الأمريكية
الطريقة الأمريكية وفي هذه الطريقة يزال شعر العانة الذي لا يغطيه البكيني فقط. ويسمى ايضاً ب"طريقة المثلث" أو "طريقة خط البكيني" أو "الطريقة الاساسية للأزالة. 

### الطريقة الفرنسية
الطريقة الفرنسية وتسمى احياناً «الطريقة البرازيلية الجزئية» أو «طريقة مهبط المتعرية» وفي هذه لطريقة يزال شعر العانة بأستثناء مطقة بعرض 3.8 سم إلى 7.6 سم فوق الفرج. 

### الطريقة البرازيلية
الطريقة البرازيلية وفي هذه الطريقة يزال شعر العانة بالكامل من الفرج والشفرتين والعجان. والشرج. وفي بعض الأحيان يترك قليل من الشعر فوق جبل العانة. وسمى ايضاً ب«طريقة هوليود» و «طريقة البكيني الكاملة»